# Calluga psaphara
Calluga psaphara är en fjärilsart som beskrevs av Louis Beethoven Prout 1929. Calluga psaphara ingår i släktet Calluga och familjen mätare. Inga underarter finns listade i Catalogue of Life.